# Lískovice
Lískovice település Csehországban, a Jičíni járásban. Lískovice Dobrá Voda u Hořic, Ohnišťany, Myštěves, Sukorady, Šaplava, Bašnice, Ostroměř és Chomutice településekkel határos. Lakosainak száma 246 fő (2024. január 1.).

## Népesség
A település lakosságának változását az alábbi diagram mutatja:
| Lakosok száma | 651  | 618  | 606  | 384  | 260  | 203  | 220  | 221  | 220  | 246  |
|               | 1869 | 1890 | 1921 | 1950 | 1980 | 2001 | 2017 | 2019 | 2022 | 2024 |